# Ancillista
Ancillista là một chi ốc biển, là động vật thân mềm chân bụng sống ở biển trong họ Olividae.

## Các loài
Các loài thuộc chi Ancillista bao gồm:
- Ancillista albicans Lee & Wu, 1997[2]
- Ancillista aureocallosa Kilburn & Jenner, 1977[3]
- Ancillista cingulata (G.B. Sowerby I, 1830)[4]
- Ancillista depontesi Kilburn, 1998[5]
- Ancillista fernandesi Kilburn & Jenner, 1977[6]
- Ancillista hasta (von Martens, 1902)[7]
- Ancillista muscae (Pilsbry, 1926)[8]
- Ancillista ngampitchae Gra-Tes, 2002[9]
- Ancillista rosadoi Bozetti & Terzer, 2004[10]
- Ancillista velesiana Iredale, 1936[11]